# Battaglia di Gembloux
La battaglia di Gembloux, nota anche come battaglia del Valico di Gembloux, venne combattuta nel maggio 1940 tra le forze motocorazzate tedesche e francesi nei pressi dell'omonima cittadina, durante la campagna di Francia. Il 10 maggio 1940, la Wehrmacht nazista invase il Lussemburgo, i Paesi Bassi e il Belgio secondo il piano operativo Fall Gelb (Caso Giallo). Gli eserciti Alleati risposero con il Piano Dyle (variante Breda), inteso a fermare i tedeschi in Belgio, ritenendolo la principale offensiva tedesca. Gli Alleati impegnarono il loro meglio e la massima mobilità per un'avanzata in Belgio il 10 maggio e il 12 maggio i tedeschi iniziarono la seconda parte del Fall Gelb, il Piano Manstein, un'avanzata attraverso le Ardenne, per raggiungere il canale della Manica e tagliare le forze alleate in Belgio.
Ignaro che l'invasione tedesca dei Paesi Bassi fosse un'esca, l'esercito francese intendeva fermare l'avanzata tedesca nel Belgio centrale e in Francia su due posizioni difensive nelle città di Hannut e di Gembloux. La 1ª Armata francese, la più potente armata Alleata, doveva difendere l'asse Gembloux-Wavre. Il Corps de Cavalerie francese (général René Prioux), avanzò verso Hannut, per schermare lo schieramento del resto della 1ª Armata a Gembloux, ritardando un'avanzata tedesca.
Dopo la battaglia di Hannut, a circa 35 km (22 mi) a nord-est, i francesi si ritirarono verso Gembloux e verso la principale posizione difensiva francese sul fronte belga. Per due giorni i francesi sconfissero gli attacchi di elementi della 6ª Armata. L'attacco a sorpresa tedesco attraverso le Ardenne e l'attraversamento della Mosa a Sedan, costrinsero la 1ª Armata a ritirarsi da Gembloux, per poi ripassare la frontiera francese verso Lille. La ritirata disorganizzò la difesa alleata nel settore centrale del fronte belga e le armate tedesche occuparono il Belgio centrale. Strategicamente la battaglia fu inconcludente, distolse la 1ª Armata da Sedan, cosa che permise ai tedeschi di raggiungere gli obiettivi strategici del Fall Gelb, ma la 1ª Armata sopravvisse e durante l'assedio di Lille dirottò le forze tedesche dalla battaglia di Dunkerque, cosa che permise alla forza di spedizione britannica e ad un consistente contingente francese di fuggire.

## Panoramica

### Il valico di Gembloux

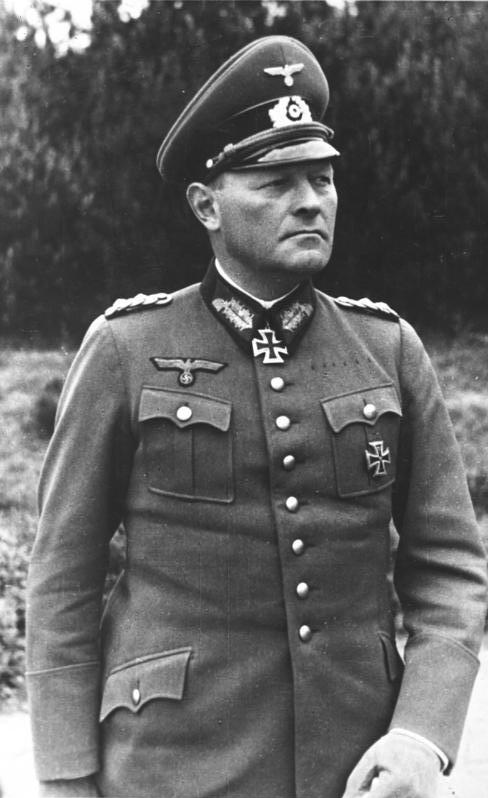
Erich Hoepner, comandante delle formazioni corazzate tedesche a Gembloux

Tra la Francia settentrionale industriale e Parigi ed il bacino industriale del fiume Reno-Ruhr in Germania, la pianura del Belgio centrale era una via d'invasione naturale. Una cresta che corre all'incirca da nord-est a sud-ovest attraverso la zona di Gembloux forma uno spartiacque, a ovest i corsi d'acqua confluiscono nel fiume Escaut (Schelda) e a est nella Mosa (Maas). L'area del fiume ha pochi ostacoli naturali ed è chiamata valico di Gembloux (Trouée de Gembloux).

## La teoria militare

### Germania
La strategia, i metodi operativi e le tattiche dell'esercito tedesco e della Luftwaffe sono stati spesso etichettati come "Blitzkrieg" (guerra lampo). Il concetto è controverso e si collega al problema della natura e dell'origine delle operazioni "Blitzkrieg", di cui la campagna del 1940 viene spesso descritta come un classico esempio. Un elemento essenziale della "Blitzkrieg" era considerato una strategia, o una serie di sviluppi operativi, eseguita da forze meccanizzate per provocare il collasso delle forze armate dei difensori. Anche la "Blitzkrieg" è stata considerata una forma rivoluzionaria di guerra ma la sua novità e la sua esistenza sono state contestate. Vittorie rapide e decisive erano state perseguite dagli eserciti ben prima della seconda guerra mondiale. Nelle campagne delle guerre di unificazione tedesche e della prima guerra mondiale, lo Stato Maggiore tedesco aveva tentato la Bewegungskrieg (guerra di manovra), simile alla percezione moderna di "Blitzkrieg", con vari gradi di successo. Durante la prima guerra mondiale, questi metodi avevano raggiunto il successo tattico, ma lo sfruttamento operativo era lento poiché le armate dovevano marciare oltre i terminali ferroviari. L'uso di carri armati, aerei, fanteria motorizzata e artiglieria, permise ai tedeschi di tentare la Bewegungskrieg con un ritmo più veloce nel 1940, rispetto a quello delle lente armate del 1914. Il motore a combustione interna e la comunicazione radio risolsero il problema dello sfruttamento a livello operativo.

Il termine "Blitzkrieg" è visto come un'anomalia, poiché non vi era alcun riferimento esplicito a tale strategia, operazione o tattica nei piani di battaglia tedeschi. Non c'è alcuna prova nei preparativi strategici, militari o industriali tedeschi che implichi l'esistenza di una tendenza meditata alla "Blitzkrieg". Le prove suggeriscono che nel 1939 e nel 1940 il Reich tedesco stava preparando l'economia di guerra per una guerra di logoramento, non per una rapida guerra di manovra, sebbene non ci fosse una mobilitazione economica totale per la guerra. Gli errori di calcolo di Hitler nel 1939 lo costrinsero ad entrare in guerra prima che l'economia di guerra fosse pronta e, in queste circostanze, lo Stato Maggiore tedesco ripristinò la Vernichtungsgedanke, tentando di vincere una guerra rapidamente, con rapidi attacchi sui fianchi e sul retro delle armate avversarie, guidando alla loro distruzione prima che la superiorità economica e materiale degli Alleati diventasse schiacciante. Fu solo dopo la sconfitta della Francia nel 1940 che l'esercito tedesco perseguì intenzionalmente una guerra di tipo "Blitzkrieg" per raggiungere le sue ambizioni in Europa. Nel 2005, Karl-Heinz Frieser fece eco a Matthew Cooper nel 1978, che aveva definito "Blitzkrieg" un mito e che era la debolezza dei nemici tedeschi e non la forza dell'esercito tedesco, che aveva portato alle devastanti vittorie tedesche all'inizio della guerra. Frieser ha scritto:
La campagna in Occidente non era una campagna di conquista pianificata. Si è trattato invece di un atto operativo di disperazione per uscire da una situazione strategica disperata. Ciò che viene chiamato "pensiero della Blitzkrieg" si è sviluppato solo dopo [il corsivo è dell'autore] la campagna in Occidente. Non è stata la causa ma piuttosto la conseguenza della vittoria. Qualcosa che nel maggio 1940 era riuscito con successo, sorprendendo tutti, doveva ora servire alla realizzazione delle visioni di conquista di Hitler sotto forma di successo segreto.

### Francia
La dottrina francese derivava dalle sue esperienze nella prima guerra mondiale. Con solo la metà della popolazione e un terzo dell’industria della Germania, la Francia aveva subito in proporzione perdite molto più elevate, soprattutto tra le persone uccise o invalide permanentemente. La dottrina francese si basava quindi sull'idea di una battaglia attentamente controllata dai comandanti senior per ridurre le perdite. La dottrina si basava sulla difesa in profondità, mantenendo le forze mobili lontane dal fuoco nemico e proteggendo la linea dalle incursioni dei mezzi corazzati nemici. La difesa della divisione di fanteria in campo aperto era basata sull'artiglieria, che appoggiava direttamente la fanteria e i carri armati; i pezzi più pesanti erano riservati all'uso da parte del comandante senior per far sentire il suo intervento personale sul campo di battaglia. La fanteria doveva essere disposta in profondità: dal 15% al 30% della forza di fanteria di una divisione in avamposti su terreno dominante prima della posizione principale per proteggerla dalle sorprese, poi la posizione principale di resistenza lungo un ostacolo di terreno naturale o artificiale coperto dal sbarramento generale di fanteria e armi anticarro; questa posizione doveva essere a circa 2 km (1,2 mi) in profondità fino a una linea di arresto dove doveva essere posizionato uno schermo anticarro. Le unità dovevano essere collocate su un terreno dominante in posizioni chiuse in grado di difendersi in tutte le direzioni, coprendo gli intervalli tra loro con il fuoco incrociato. Dietro la linea di arresto ci sarebbero state le riserve, il battaglione di ricognizione divisionale e le posizioni delle batterie di artiglieria in punti forti chiusi. La difesa contro i carri armati era una priorità per tutta la profondità della posizione. Una divisione su terreno aperto avrebbe mantenuto un fronte largo 6–7 km (3,7–4,3 mi) e profondo circa 5 km (3,1 mi).
L'alto comando riservava battaglioni di carri armati di supporto alla fanteria per le unità chiave di fanteria. Elementi di spicco dell'esercito francese erano addestrati a rispondere alla minaccia corazzata e aerea, compresi quelli del generale Henri Aymes al comando del IV Corpo d'armata che combatterono a Gembloux. La dottrina francese prevedeva in linea di principio la ricognizione e l'osservazione aerea, la difesa da parte dei caccia delle forze terrestri e, occasionalmente, il supporto dei bombardieri, anche se avrebbero potuto non essere sempre disponibili nella pratica. Le forze francesi del 1940 erano molto più ricche di artiglieria che di risorse aeree e la realtà oscurò la dottrina.

## Preludio

### IlFall Gelb
La strategia tedesca (Fall Gelb) richiedeva che la 6ª Armata (generale Walter von Reichenau) spingesse le sue formazioni meccanizzate e motorizzate nella pianura belga e colpisse Gembloux, sconfiggendo o impegnando le forze alleate, mentre lo sforzo principale tedesco venne compiuto attraverso le Ardenne fino al fiume Mosa (battaglia di Sedan), per tagliare le forze alleate in Belgio e nel nord della Francia. Reichenau si aspettava forze motorizzate alleate nell'area del fiume Dyle-Namur dal secondo giorno di operazioni, con truppe portate via ferrovia dal quarto giorno. Scelse di concentrare il suo attacco tra Wavre e Namur, dove le difese preparate sembravano le più deboli. I bombardieri medi della Luftwaffe (Aeronautica Militare) dovevano ostacolare la marcia delle unità alleate verso il Belgio.

### Il piano Dyle
Il comando francese era sicuro che i tedeschi avrebbero compiuto il loro sforzo principale (Schwerpunkt) nella pianura belga e nel Grand Quartier Général (GQG) l'alto comando prevedeva di sconfiggere la mossa tedesca con la 1ª Armata, la BEF e la 7ª Armata, che conteneva la maggior parte delle truppe meccanizzate e motorizzate alleate. Il Piano Dyle (variante Breda) prevedeva l'avanzata alleata in Belgio per sconfiggere l'offensiva tedesca. La dottrina francese si opponeva ad una battaglia frontale con un nemico superiore in aria, né il comando era disposto a investire più di una quantità limitata di manodopera francese in quella che probabilmente si sarebbe rivelata una battaglia sanguinosa.
La 1ª Armata, comandata dal generale Blanchard, ricevette la missione fondamentale di mantenere il valico di Gembloux. L'armata di Blanchard avrebbe dovuto avanzare di circa 100 km (62 mi) dalla frontiera franco-belga. Nel processo, il suo fronte si sarebbe ridotto da circa 100 km (62 mi) a 30 km (19 mi) nel valico Gembloux, dove l'esercito belga ne stava preparando le difese. Il potente Corps de Cavalerie (général René Prioux), equivalente ad un corpo Panzer tedesco, doveva coprire lo schieramento della 1ª Armata mentre si restringeva il suo fronte ed era vulnerabile agli attacchi della Luftwaffe. Il GQG assegnò la fanteria convenzionale di Blanchard installata sulla frontiera, più formazioni avanzate di divisioni di fanteria motorizzata e la 1ª DCR (Division Cuirassée, divisione corazzata pesante), inclusi circa 70 carri armati pesanti.
Blanchard ricevette non più di un terzo dell'armamento antiaereo richiesto e decise di spostare le sue truppe solo di notte. Ciò significava che avrebbe avuto bisogno di almeno otto giorni per trincerare le sue divisioni di fanteria, di cui solo tre erano motorizzate, prima dell'arrivo dei Panzer, o
(Blanchard)
Il generale Gaston Billotte, al comando del 1º Gruppo d'armate Alleato a cui apparteneva la 1ª Armata francese, insistette affinché la 1ª Armata avesse una potente forza corazzata per garantire il mantenimento del valico di Gembloux. Voleva avere due DCR operanti sotto un corpo corazzato, con la 1ª DCR pronta all'azione entro il sesto giorno di operazioni. Stabilì tre assi di contrattacco ed avvertì anche che i carri armati tedeschi avrebbero potuto attaccare a partire dal sesto giorno di operazioni (avevano attaccato un giorno prima) ma il generale Alphonse-Joseph Georges, superiore di Billotte, si rifiutò d'impegnare la 2ª DCR in anticipo. La 1ª DCR era pronta all'azione la mattina del 14 maggio (il quinto giorno di operazioni). Gli Alleati concordarono inoltre che il corpo di spedizione britannico avrebbe avanzato tra la 1ª Armata e l'esercito belga, su un fronte lungo il fiume Dyle; il BEF prevedeva di spostarsi sia di giorno che di notte.
Una considerazione importante nel piano alleato era la garanzia che l'esercito belga avrebbe preparato le difese nel valico di Gembloux, al centro della posizione del Dyle. La prima traccia di questa posizione belga utilizzava la linea ferroviaria Namur-Bruxelles come ostacolo ai carri armati, secondo le intenzioni francesi. Poiché l'invasione tedesca venne ripetutamente rinviata, il comando belga modificò la traccia verso est nella speranza di "trascinare" i francesi più vicino alla frontiera tedesco-belga e il 10 maggio c'era solo un parziale ostacolo anticarro a est della linea Dyle. Intorno a Gembloux le difese esistevano a malapena; l'intelligence francese ne era almeno parzialmente consapevole, ma i francesi vennero colti di sorpresa dalla mancanza di fortificazioni da campo trovate il 10 maggio.

### I preparativi tedeschi

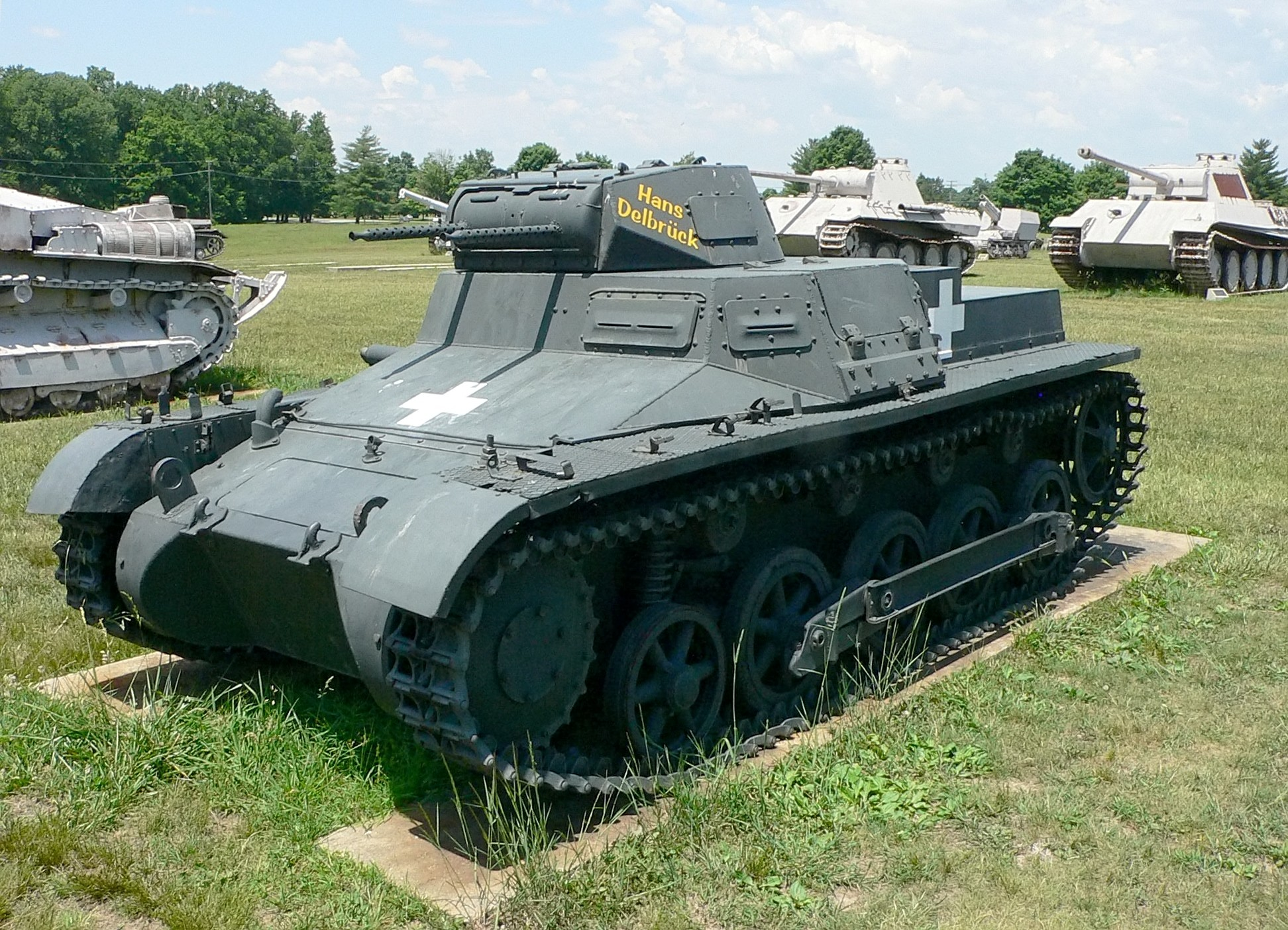
I Panzer I erano i carri armati da battaglia tedeschi più comuni. Il tipo aveva scarso armamento e protezione dell'armatura

Sul lato tedesco e facente parte del Gruppo d'armate B c'era la 6ª Armata di Reichenau. Le sue forze a Gembloux erano per lo più riservisti di prima linea e veterani. Le divisioni erano state attive in tempo di pace e vennero riempite di riservisti con l'avvicinarsi della guerra; avevano i migliori stabilimenti di equipaggiamento nell'Heer (Esercito tedesco) e la maggior parte aveva sperimentato l'azione durante l'invasione della Polonia nel settembre precedente. Le formazioni includevano il XVI Corpo d'armata comandato dal generale Erich Hoepner ed il IV Corpo d'armata comandato dal generale Viktor von Schwedler.
Il XVI Corpo d'armata di Hoepner guidò l'attacco a Gembloux. Le sue forze includevano la 3ª Divisione Panzer del generale Horst Stumpff, che il 10 maggio aveva la 3ª Brigata Panzer con 343 carri armati, la 3ª Brigata fucilieri motorizzati, un reggimento di artiglieria e uno squadrone di aerei da ricognizione, oltre a personale del Genio e di servizio. Dei suoi 343 carri armati, solo 42 erano Panzerkampfwagen medi; 16 Panzer III e 26 Panzer IV più pesanti). La 4ª Divisione Panzer del maggior generale Johann Stever aveva la 5ª Brigata Panzer con 331 carri armati, la 4ª Brigata fucilieri motorizzati, due reggimenti d'artiglieria e forze di supporto come quelle della 3ª Divisione Panzer. Dei suoi 331 carri armati il 10 maggio, solo 20 erano Panzer III e 24 erano Panzer IV. Hoepner dispose anche della 20ª Divisione motorizzata e della 35ª Divisione di fanteria durante la battaglia di Gembloux.
Alla destra di Hoepner, il IV Corpo d'armata di Schwedler aveva la 31ª, la 7ª e la 18ª Divisione di fanteria, da nord a sud. L'artiglieria e le unità di trasporto delle divisioni di fanteria erano guidate principalmente dalla potenza dei cavalli ed erano molto più lente delle divisioni Panzer e motorizzate. Nel corso del primo giorno, arrivarono la 269ª Divisione di fanteria e la 20ª Divisione motorizzata, che veniva utilizzata come protezione del fianco a sud, sulla strada Gembloux-Namur.
La Wehrmacht contava soprattutto sulla Luftwaffe per garantire la superiorità aerea. Come il comando francese, la Wehrmacht pianificò una battaglia terra-aria congiunta, ma a differenza delle forze aeree alleate, la Luftwaffe aveva la forza operativa, le tecniche e l'addestramento per far funzionare l'idea. La Luftflotte 2 supportava il Gruppo d'armate B; la sua forza il 10 maggio comprendeva circa 170 bombardieri medi e circa 550 aerei da caccia e caccia pesanti monomotore, sebbene questi numeri non fossero attivi durante i primi giorni di operazioni. L'Oberkommando der Luftwaffe (OKL) rinforzò la Luftflotte 2 la mattina del 15 maggio con il I. Fliegerkorps della Luftflotte 3 (che aveva circa 300 bombardieri medi il 10 maggio). Soprattutto, l'VIII. Fliegerkorps (che aveva circa 300 Junkers Ju 87 Stukas in forza il 10 maggio e che era specializzato in operazioni di supporto a terra) supportò Hoepner a Gembloux.

### I preparativi francesi

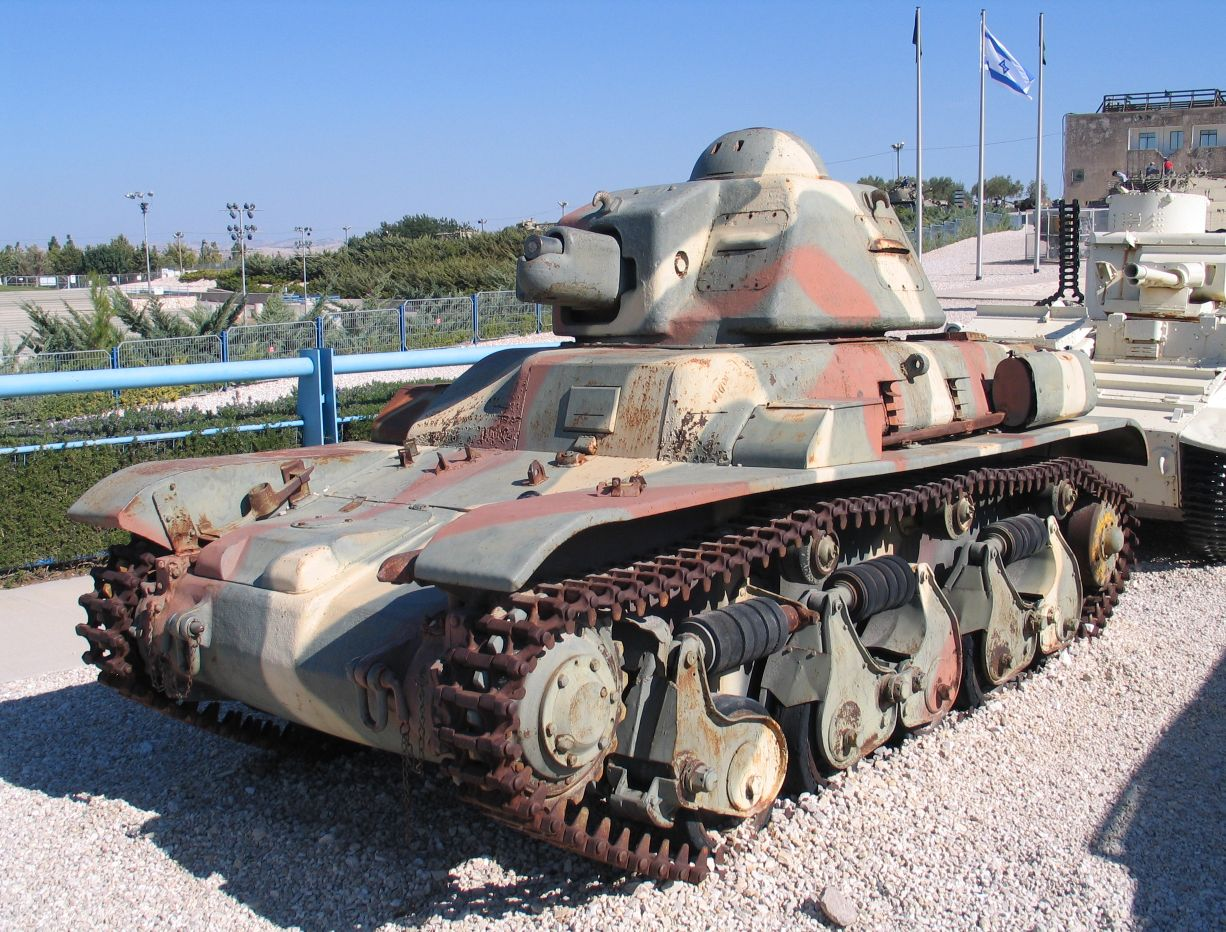
Un carro armato leggero Renault R35. Superiore ai Panzer I e II, l'R35 fu superato da un numero inferiore di Panzer III e IV.

La battaglia di Gembloux venne combattuta sul versante francese dalla 1ª Armata del generale Georges Blanchard, parte del 1º Gruppo d'armate Alleato del generale Gaston Billotte. Le unità principali che combatterono a Gembloux erano paragonabili alle divisioni riserviste della Wehrmacht. Il contingente della 1ª Armata francese a Gembloux aveva il Corpo di cavalleria del generale René Prioux, composto principalmente dalla 2ª e dalla 3ª DLM (Divisions Legeres Mecaniques, Divisioni leggere meccanizzate) che avevano preceduto il resto in Belgio e tre corpi di fanteria; Il III, IV e V Corpo d'armata, ciascuno con una divisione di fanteria motorizzata e una DINA (Division d'Infanterie Nord-Africaine o Divisione di fanteria nordafricana) o DM (Division Marocaine o Divisione marocchina). Quattro "flotte" di camion e autobus vennero assegnate alla 1ª Armata per spostare tutta la sua fanteria motorizzata e supportare le sue unità convenzionali. Le unità francesi nordafricane e marocchine erano una forza d'élite nell'esercito in tempo di pace, prestavano servizio all'estero, erano meglio pagate e attiravano gli ufficiali più esperti dalle scuole di servizio.
Le divisioni di fanteria francesi avevano tre reggimenti di tre battaglioni ciascuno, due reggimenti di artiglieria, un battaglione di ricognizione di cavalleria e truppe di servizio. L'armamento includeva mortai moderni, cinquantadue cannoni anticarro Hotchkiss da 25 mm e da sei a otto cannoni anticarro APX da 47 mm, Canon de 75 M(montagne) modele 1928 e Canon de 155mm GPF, vecchi pezzi d'artiglieria da campagna della prima guerra mondiale. In divisioni selezionate, un gruppo di dodici cannoni da 155 mm venne sostituito da dodici cannoni moderni Canon de 105 court mle 1935 B. Le divisioni di fanteria motorizzata avevano un battaglione di cavalleria con autoblindo. Il battaglione di carri armati di supporto alla fanteria coinvolto nella battaglia di Gembloux era equipaggiato con 45 Renault R35: lenti, presidiati da due riservisti, privi di radio ed armati con un cannone anticarro AC 37 a bassa velocità. Di effetto limitato nel ruolo anticarro, il Renault era comunque potentemente corazzato per l'epoca e costituiva un piccolo bersaglio. Le divisioni di fanteria francesi che combatterono a Gembloux disponevano anche di armi antiaeree automatiche leggere.
Il morale nelle unità della 1ª Armata era alto, basato sulla fiducia dei soldati nel loro equipaggiamento e nei loro leader. Il III Corpo d'armata del generale de Fornel de La Laurencie e soprattutto il IV Corpo d'armata del generale Henri Aymes giocarono un ruolo fondamentale nella battaglia di Gembloux. Il III Corpo d'armata aveva (da nord a sud) la 2ª DINA e la 1ª DIM (Division d'Infanterie Motorisée, o Divisione di fanteria motorizzata). Entrambe erano complete in termini di personale e materiale. La 2ª DINA aveva esperienza sul campo di battaglia nell'offensiva della Saar su piccola scala del settembre precedente, mentre la 1ª DIM doveva ancora ricevere il suo "battesimo del fuoco". Circa la metà dei suoi quadri erano riservisti.
Il IV Corpo d'armata comprendeva (da nord a sud) la DM e la 15ª DIM. Più delle altre, la DM del generale Albert Mellier sopportò il peso maggiore dell'attacco Panzer a Gembloux. Erede del prestigio delle DM della prima guerra mondiale, la divisione era composta principalmente da regolari marocchini integrati da riservisti europei. Il 2º Reggimento fucilieri marocchino, ad esempio, aveva 2 357 uomini presenti a Gembloux, diverse centinaia erano stati colti in congedo dall'improvvisa offensiva tedesca. Dei presenti, 925 erano europei contro 1 432 marocchini. I quadri francesi erano sia attivi che riservisti. Alcuni marocchini erano diventati ufficiali subalterni e i quadri sottufficiali erano misti; nell'artiglieria leggera gli ufficiali erano tutti francesi e per lo più in servizio attivo, nell'artiglieria pesante tutti gli ufficiali erano francesi e la maggior parte erano riservisti. Mellier era il loro comandante dalla fine di febbraio. Era noto per essere estremamente attivo e possedeva una "perfetta conoscenza" dell'arabo. Tuttavia, i marocchini avevano la reputazione di essere migliori in attacco che in difesa. Nonostante la fatidica missione che lo attendeva, la DM aveva solo ventisette cannoni anticarro da 25 mm tra la sua fanteria invece dei 48 che costituivano la sua forza consolidata. C'erano armi antiaeree con i reggimenti ma nessuna batteria divisionale e il trasporto divisionale mancava di veicoli e di circa 400 cavalli. A supportare la DM c'era la 15ª Divisione di fanteria motorizzata del generale Alphonse Juin. Godendo dell'"assoluta fiducia" dei suoi uomini in un'unità completa di personale e armata secondo i più alti standard dell'esercito francese dell'epoca, la 15ª DIM era pronta a contribuire in modo significativo alla difesa di Gembloux. La debolezza francese era in cielo. Quando iniziò la battaglia di Gembloux, la 1ª Armata aveva solo i resti di un gruppo di 26 combattenti, un gruppo di ricognizione e gli squadroni di osservazione.

### La battaglia di Hannut
Il Corpo di Cavalleria aveva sconfitto i tentativi tedeschi di avvicinarsi alla linea Dyle ad Hannut e si era ritirato sulla seconda linea di difesa a Gembloux, a circa 35 km (22 mi) a sud-ovest. I carri armati francesi e tedeschi si erano pagati un pesante tributo a vicenda, i francesi avevano messo fuori combattimento 160 carri armati tedeschi per 105 perdite. Ritirandosi dal campo di battaglia, i francesi persero molti dei loro carri armati distrutti, mentre i tedeschi ripararono quasi 3⁄4 dei loro veicoli guasti; solo 49 carri armati furono distrutti e 111 carri armati furono riparati. Le vittime tedesche furono 60 uomini uccisi e altri 80 feriti.
Hoepner inseguì i francesi nonostante gli avvertimenti della 5ª Brigata Panzer della 4ª Divisione Panzer, secondo cui le perdite subite da Hannut significavano che qualsiasi ulteriore danno sarebbe equivalso a un "suicidio". Hoepner non aspettò perché le divisioni di fanteria si chiudessero e cercassero di respingere i francesi dalle loro difese. Il XVI Corpo Panzer s'imbatté nelle colonne francesi in ritirata ed inflisse molte perdite. La vicinanza dell'inseguimento creò gravi problemi all'artiglieria francese, che era riluttante a rischiare di infliggere perdite alla propria parte. I francesi installarono nuovi schermi anticarro e, mancando il supporto della fanteria, Hoepner fu costretto ad un attacco frontale. Le due divisioni panzer riportarono molte perdite il 14 maggio e vennero costrette a rallentare l'inseguimento. In seguito, alle unità corazzate francesi si unirono nuove formazioni che stabilirono una nuova posizione difensiva a est di Gembloux.

## La battaglia

### 14 maggio
I Panzer si mossero il 14 maggio per invadere la posizione del Dyle. Almeno fino alle 09:20 (ora francese), le ricognizioni aeree indicavano che la posizione non era occupata. A quell'ora, Hoepner era con la 4ª Divisione Panzer che esortava quell'unità a sfondare su entrambi i lati di Ernage senza aspettare la 3ª Divisione Panzer. La 35ª Divisione di fanteria e la 20ª Divisione motorizzata erano entrambe dietro i Panzer, rispettivamente sul fianco destro e sinistro. La 4ª Divisione Panzer ordinò un'avanzata con le Brigate Panzer e Fucilieri che operavano insieme. Il fianco sinistro della divisione sarebbe stato coperto dal battaglione di ricognizione, da un battaglione di mitragliatrici e da gran parte di un battaglione anticarro. Alle 11:30, l'ottava compagnia, 35º Reggimento Panzer, con circa 30 carri armati, attaccò da Baudeset verso la linea ferroviaria a sud di Ernage, ma venne fermato con la perdita di nove carri armati dal fuoco dell'artiglieria nemica e si ritirò. La 6ª compagnia non fu in grado di aiutarla a causa del "fuoco difensivo annientante".
Alle 13:30, la 4ª Brigata Panzer s'imbatté in posizioni nemiche tra la linea ferroviaria e l'autostrada da Wavre a Gembloux. La posizione del Dyle venne difesa. L'azione della 3ª Divisione Panzer il 14 maggio era molto meno chiara. Quella mattina, la 3ª Brigata Panzer attraversò l'ostacolo anticarro belga dietro la 4ª Divisione Panzer, con il 5º Reggimento Panzer a destra e il 6º Reggimento Panzer a sinistra. Il colonnello Kuhn, il comandante della brigata, era con il 6º Reggimento Panzer che venne coinvolto nei combattimenti a Ernage e sulla strada Wavre-Gembloux, i carri armati furono presi sotto l'artiglieria "vivace" e il fuoco anticarro. Kuhn decise di aspettare l'arrivo del supporto della fanteria. Mentre i Panzer irrompevano nella difesa francese, la 6ª Armata spinse in avanti i suoi corpi di fanteria per coprirne i fianchi.

### Le prime conquiste tedesche

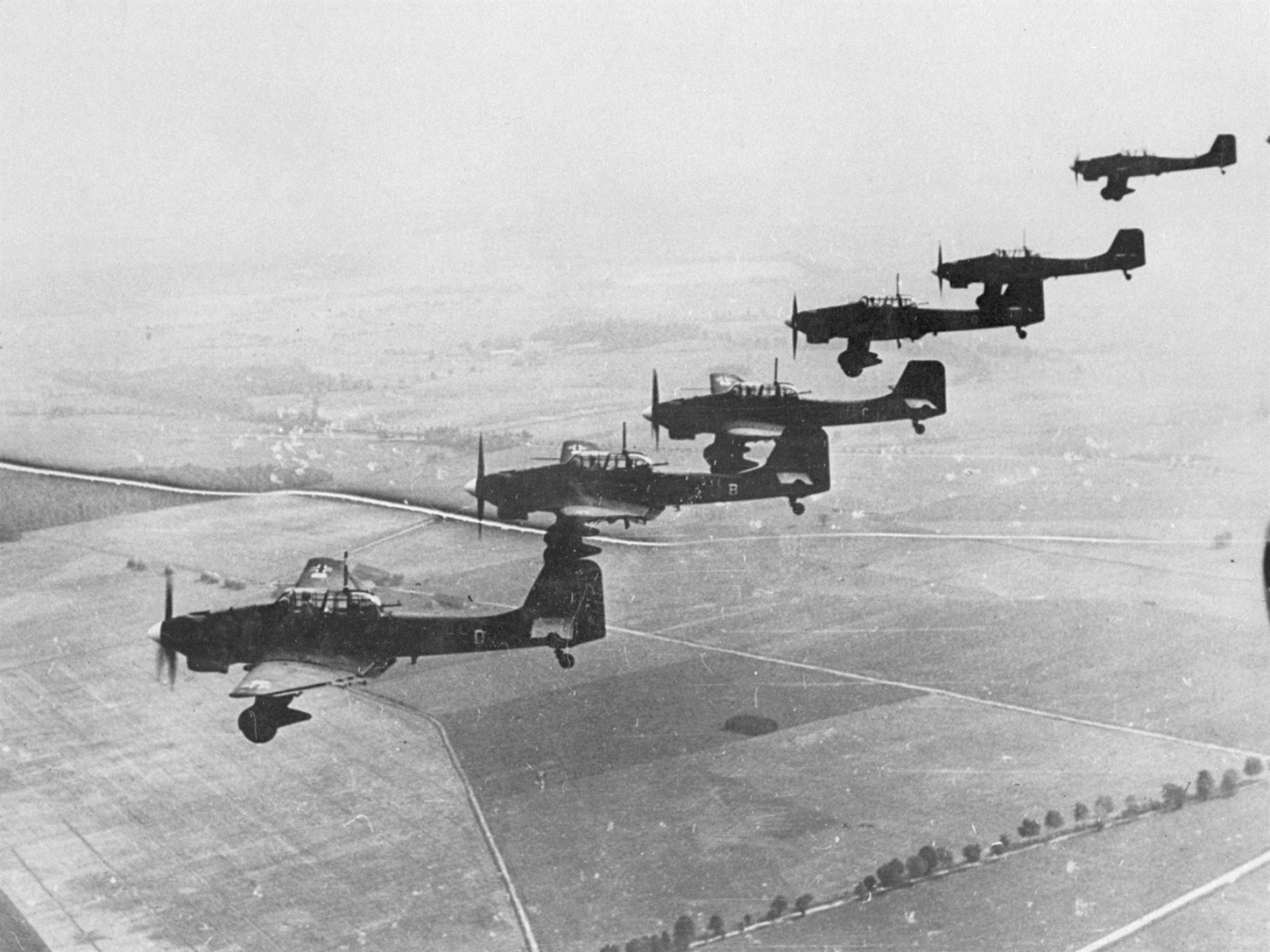
I tedeschi avevano la superiorità aerea durante i due giorni di battaglia. Le formazioni di Junkers Ju 87Stukas contribuirono con risultati contrastanti durante la battaglia.

Il IV Corpo d'armata di Schwedler doveva coprire il fianco destro dei Panzer come aveva fatto contro la cavalleria francese il 13 maggio (a Hannut). La fanteria fece buoni progressi contro praticamente nessuna resistenza all'inizio del 14 maggio e le avanguardie della 31ª, 7ª e 18ª Divisione di fanteria contattarono la posizione del Dyle quel pomeriggio e quella sera. Alle 21:50, il capo di stato maggiore della 6ª Armata esortò la fanteria ad avanzare a sostegno della 3ª Divisione Panzer che era coinvolta in pesanti combattimenti a Walhain ed Ernage. Entro la fine del 14 maggio, le divisioni riferirono che la posizione del Dyle era occupata. Il corpo d'armata trovò difficili da affrontare le demolizioni e le mine sulle rotte di accesso. Quando le forze tedesche entrarono in contatto, la 1ª Armata francese subì le attenzioni della Luftwaffe. I caccia francesi riuscirono a malapena a coprire le tre o più missioni di ricognizione effettuate nell'area a partire da quella mattina (la maggior parte degli aerei da ricognizione andarono perduti). Il Corpo di Cavalleria in ritirata descrisse l'avanzata nemica e ritardò i Panzer a nord di Ernage (vicino alle posizioni della 3ª DLM) e intorno a Grand Leez (vicino alla 2ª DLM). Quando la cavalleria lasciò il campo, Blanchard ordinò ai suoi carri armati di rimanere nelle vicinanze in riserva. Nel frattempo, la spinta tedesca continuava a svilupparsi verso sud.
Quella sera il quartier generale di Billotte avvertì la 1ª Armata di prepararsi per una possibile ritirata, ma le formazioni sul campo non ne sapevano nulla. La 1ª DIM venne disturbata dalla ritirata della cavalleria, della fanteria belga e dei profughi nel pomeriggio del 14 maggio. Il primo attacco Stuka fece una grande impressione sulle truppe, per le quali questo fu il battesimo del fuoco. False voci di paracadutisti portarono a brevi incidenti di fuoco amico in cui vennero uccisi diversi artiglieri. Quella sera, il III Corpo d'armata di de La Laurencie e unità dell'esercito britannico e belga sulla posizione del Dyle e a Namur entrarono in contatto con le pattuglie tedesche.
Hoepner aveva scoperto che la posizione del Dyle era difesa. Tuttavia, almeno fino alle 16:50, il quartier generale superiore lo esortò ad inseguire il nemico "sconfitto". A nord, la 3ª Divisione Panzer rimase bloccata nei combattimenti sul suo fianco destro, come notato sopra. Alle 14:00, il XVI Corpo d'armata ordinò alla 35ª Divisione di fanteria di spostarsi in quella direzione, mentre la 20ª Divisione motorizzata doveva spostarsi sull'altro fianco del corpo d'armata e l'arrivo della 269ª Divisione di fanteria del XVII Corpo d'armata sul bordo nord della fortezza di Namur allievò le paure da quella direzione. Alle 14:05, il generale Stever, al comando della 4ª Divisione Panzer, ordinò alla 5ª Brigata Panzer supportata da un battaglione di fucilieri di attaccare su uno stretto fronte a sud di Ernage, per raggiungere le colline a est di St. Gery. L'artiglieria divisionale avrebbe neutralizzato i fuochi laterali di Ernage e Gembloux. Alle 16:00 ritardò l'attacco in modo che la 3ª Divisione Panzer potesse prepararsi. Alle 16:50 Stumpff comunicò via radio alla 4ª Divisione Panzer che li avrebbe informati quando fosse stato pronto, ma nel frattempo iniziò il suo attacco solo nella zona di Ernage. Dopo le 18:00, il XVI Corpo d'armata spinse nuovamente le sue divisioni ad attaccare, ma gli sbarramenti difensivi francesi erano così fitti che venne erroneamente dichiarato un allarme di gas velenosi, fermando questi attacchi. Alle 20:50, Hoepner comunicò via radio ai suoi comandanti di divisione di fermare la loro offensiva fino al mattino successivo.

### Risultati misti
Quel pomeriggio, la 4ª Divisione Panzer aveva sofferto sia della difesa francese che della confusione del comando tedesco. Stever si fece avanti per incontrare il colonnello Breith, comandante della 5ª Brigata Panzer, e Boyneburg, comandante della 4ª Brigata fucilieri. Entrambi gli ufficiali insistettero sul fatto che quel giorno non era più possibile un attacco preparato. L'artiglieria francese bombardò il quartier generale delle brigate fuori Baudeset, lasciando morti due comandanti di battaglione di fucilieri senza nome. Il bombardamento fu mortalmente accurato fin dal primo colpo, un certo numero di carri armati tedeschi subirono colpi diretti mentre aspettavano intorno a Baudeset. Il fuoco violento continuò per tutta la notte, costringendo gli equipaggi a scavare sotto i carri armati.
Le intenzioni della 3ª Divisione Panzer per il 14 maggio non erano chiare. Il reggimento del fianco sinistro della divisione, il 6º Reggimento Panzer, attaccò nell'area di Ernage nel pomeriggio e venne arrestato dal fuoco difensivo. I fucilieri di supporto non riuscirono ad arrivare e la 3ª Brigata Panzer riferì di essere sotto osservazione aerea nemica dopo le 19:00. Nel frattempo, vennero segnalati gravi combattimenti con carri armati (della 3ª DLM) nelle zone di Walhain e St. Paul e carri armati francesi comparvero anche a Ernage, portando il comando della Brigata Panzer a concludere che la situazione era critica; i mezzi corazzati nemici, contro i quali solo il cannone da 75 mm del Panzer IV era realmente efficace, tentavano di sfondare sia a sinistra che a destra con il supporto dell'artiglieria diretta da aerei ricognitori mentre la fanteria tedesca non era ancora arrivata. Si trattava di una lettura errata delle intenzioni francesi, ma era indicativa del danno psicologico subito dal comando della 3ª Brigata Panzer. Quella notte il fronte si calmò, arrivarono i fanti e, spinti da ordini urgenti impartiti ore prima, avanzarono nell'oscurità. Nonostante fosse stato per errore colpito dal fuoco dei propri carri armati, un battaglione quasi raggiunse la posizione principale francese. Il battaglione si ritrovò solo prima dell'alba tra Ernage e Perbais senza alcun contatto radio con la divisione.

### 15 maggio

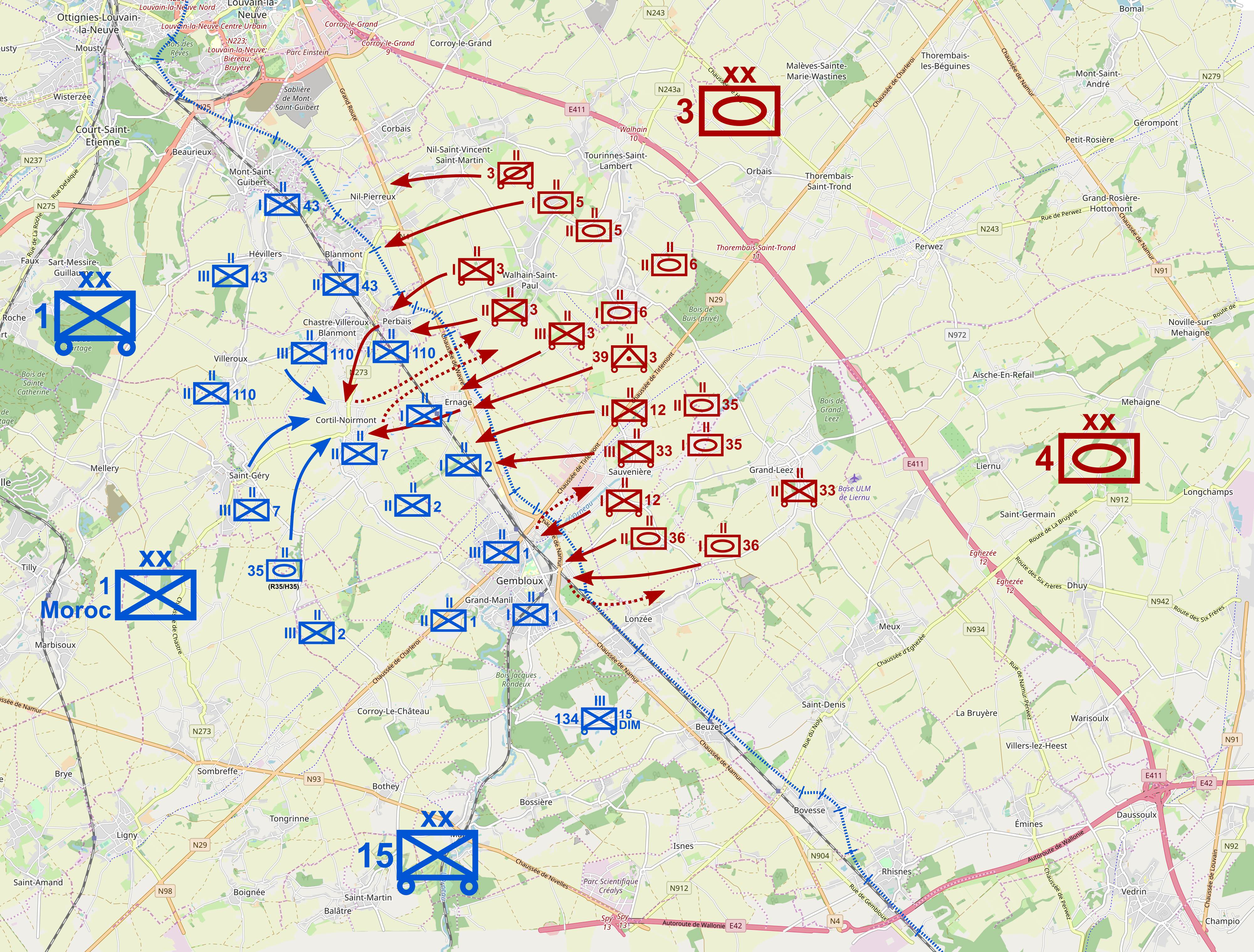
Mappa della battaglia, 15 maggio 1940

Hoepner aveva deciso di lanciare i suoi carri armati con l'artiglieria disponibile e il supporto aereo contro una solida difesa francese piuttosto che aspettare un altro giorno per far intervenire le sue due divisioni di fanteria per uno sforzo più potente. Incoraggiato dai suoi superiori e dalla spinta della dottrina tedesca ad attaccare prima che il nemico potesse prepararsi ulteriormente, decise verso le 20:00 del 14 maggio di non aspettare. L'intelligence della 6ª Armata continuò a insistere sul fatto che gli Alleati si stavano ritirando, ordinando al XVI Corpo d'armata d'inseguire e sostenendo che i carri armati tedeschi erano già a ovest di Gembloux (il che era falso). Tuttavia, alle 22:45 il corpo d'armata ordinò un assalto da parte della 3ª e 4ª Divisione Panzer per le 08:00 del 15 maggio con la linea ferroviaria su entrambi i lati di Tilly, ben oltre le difese francesi a Gembloux, come primo obiettivo. Il Fliegerkorps VIII con l'artiglieria disponibile avrebbe sostenuto un assalto su entrambi i lati di Ernage su un fronte inferiore a 6 km (3,7 mi). Le unità del Genio dovevano riparare i ponti e gli incroci distrutti dagli Alleati, che minacciavano d'interrompere la logistica.
Stever della 4ª Divisione Panzer ordinò alla sua 4ª Brigata fucilieri di schierare tre battaglioni in linea da Gembloux a Ernage, schierati sul fianco sinistro. Oltre al supporto aereo, un reggimento di artiglieria avrebbe sparato una preparazione di 30 minuti sulla posizione principale francese, quindi avrebbe lanciato proiettili fumogeni per coprire Gembloux, dopo di che sia i suoi reggimenti di artiglieria che un battaglione pesante si sarebbero concentrati sul fuoco di controbatteria e sulle aree impenetrabili ai corazzati. I cannoni antiaerei avrebbero neutralizzato i bunker nemici (di cui, tuttavia, non ce n'erano). Mentre la fanteria attraversava la linea ferroviaria, doveva sparare proiettili bianchi. A questo segnale, la 5ª Brigata Panzer avrebbe sfondato la copertura e avrebbe caricato la posizione francese insieme ai fucilieri. Sarebbe seguito l'inseguimento in direzione di Nivelles. Il piano di Stumpff per la 3ª Divisione Panzer era meno chiaro. Anche lui mise la sua fanteria davanti ai carri armati con Stuka e supporto di artiglieria, ordinando ad alcune unità di carri armati di supportare la fanteria. Il suo primo obiettivo era raggiungere due colline a ovest della linea Chastre-Noirmont. La massa dei mezzi corazzati tedeschi avrebbe aspettato in riserva per affrontare i corazzati nemici o per sfruttare lo sfondamento.
A destra delle Divisioni Panzer, il IV Corpo d'armata tedesco avrebbe dovuto impegnarsi in aspri combattimenti la mattina del 15 maggio e alle 09:20 avrebbe avvertito le sue divisioni che sul Dyle si stava svolgendo una "battaglia decisiva". Il corpo d'armata ordinò uno sforzo concentrato nell'area di Ottignies al confine tra la 7ª e la 18ª Divisione di fanteria. Un gruppo di sfruttamento avrebbe dato seguito alla svolta attesa. Nel frattempo, la Luftwaffe rinforzò la Luftflotte 2, ormai ridotta in molte unità al 30-50 per cento della forza, con il Fliegerkorps I della Luftflotte 3. In effetti, l'alto comando dava priorità alla 6ª Armata nel tentativo di sconfiggere il corps de bataille alleato.

### La prima battaglia di Perbais
La giornata era calda e limpida. L'artiglieria francese aveva sparato pesantemente per tutta la notte, ma gli attacchi pianificati degli Stuka e la preparazione dell'artiglieria tedesca proseguirono dalle 07:30. Alle 08:00 la fanteria della 4ª Divisione Panzer avanzò indisturbata dai bombardamenti nemici. Alle 08:10, i fucilieri spararono proiettili bianchi indicando che avevano attraversato la linea ferroviaria, ma alle 08:20 l'artiglieria francese ingaggiò l'incursione e mentre i carri armati tedeschi avanzavano, vennero bloccati. Alle 09:30, il 36º Reggimento Panzer stava subendo pesanti perdite davanti all'ostacolo, il 35º Reggimento Panzer allo stesso modo alle 09:45. Quando il quartier generale della 5ª Brigata Panzer chiese perché la fanteria non stava avanzando, venne detto loro "attacco senza speranza". Alle 10:00, il II Battaglione del 12º Reggimento Fucilieri aveva una compagnia sulla linea ferroviaria a Gembloux, ma l'avanzata fu lenta e costosa e si era fermata entro le 11:00. Il contatto radio con la 5ª Brigata Panzer venne perso e i carri armati si aggiravano davanti all'ostacolo e venivano eliminati uno per uno.
Nel frattempo, la fanteria della 3ª Divisione Panzer attaccò da Walhain-St.Paul contro Perbais alle 09:15, ma anche loro rimasero bloccati entro le 11:00. Il diarista di guerra del XVI Corpo d'armata si lamentò del fatto che i carri armati della 4ª Panzer si erano uniti alla mischia prima che l'ostacolo anticarro fosse stato superato. L'ufficiale delle operazioni del corpo d'armata di origine francese, Chales de Beaulieu, criticò la 3ª Divisione Panzer per aver permesso alla sua fanteria d'impantanarsi lasciando i suoi carri armati in riserva.

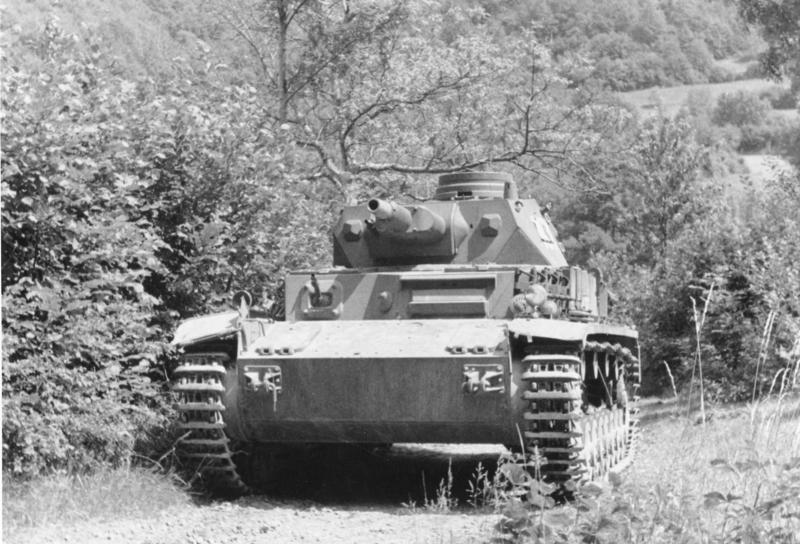
I corazzati tedeschi soffrirono notevolmente il 15 maggio.

I Ju 87 e l'artiglieria non riuscirono a mettere a tacere i cannoni francesi. La maggior parte dei rapporti sulle batterie francesi erano troppo imprecisi per essere utili. Un aereo da ricognizione venne ostacolato nel suo lavoro da combattenti nemici. Alle 10:30, il battaglione di artiglieria pesante dovette fuggire dal fuoco della controbatteria francese. Alle 11:18, il peso dei bombardamenti francesi sulle rotte di avvicinamento e sulle installazioni portò il comandante dell'artiglieria a concludere che il mantenimento delle conquiste ottenute e l'arrivo di rinforzi erano "gravemente minacciati". Una fonte tedesca riferì che l'assalto si era protratto rapidamente sulla strada Wavre-Gembloux con un solo battaglione, che aveva inizialmente raggiunto la ferrovia, seguito immediatamente da un contrattacco francese di carri armati e fanteria contro il quale i cannoni anticarro tedeschi avevano poco effetto. Alcuni equipaggi di cannoni anticarro tedeschi fuggirono senza nemmeno aprire il fuoco. Tuttavia, a questo punto della battaglia non è nota alcuna testimonianza francese di carri armati francesi sul campo.
L'oberst Breith guidò la sua 5ª Brigata Panzer nel suo carro armato di comando, in avanti con il 35º Reggimento Panzer. Vedendo il suo attacco impantanarsi, Breith ordinò ad alcuni dei suoi ufficiali di lasciare le loro macchine per radunare i fucilieri per attaccare i cannoni anticarro. Il suo equipaggio poteva vedere le mine anticarro giacere insepolte sul terreno. Alcuni francesi e marocchini si arresero. Arrivò un cannone di supporto della fanteria ed aggiunse il fuoco. Il veicolo di comando di Breith subì quindi due colpi, sebbene non fosse stato penetrato. Il carro armato cominciò a muoversi verso Ernage quando "un lampo blu attraversò il nostro veicolo come un fulmine". Breith venne leggermente ferito e l'equipaggio si salvò. Un carro armato leggero che tentava di soccorrerli venne a sua volta colpito e le cisterne dovettero cercare rifugio nelle buche dei proiettili. Il capitano Jungenfeld non era lontano da loro e notò che, quando raggiunsero la linea ferroviaria, tutti i veicoli pesanti della 4ª Compagnia erano stati distrutti e il carro armato dell'oberstleutnant Eberbach, comandante del reggimento, venne messo fuori combattimento. Eberbach disse ai suoi subordinati "un'ulteriore avanzata è semplicemente impossibile. I nostri carri armati sono fermi e davanti agli ostacoli il fuoco di difesa ci colpisce senza pietà."
Quando finalmente i carri armati iniziarono a ripiegare, anche il I Battaglione del 12º Reggimento fucilieri si ritirò, contrariamente agli ordini, costringendo gli ufficiali di stato maggiore ad arginare la ritirata. Un tentativo del 36º Reggimento Panzer di sfruttare una fessura nel terrapieno ferroviario vicino a Lonzee contro la 15ª DIM fallì immediatamente sotto il fuoco francese. La 4ª Divisione Panzer venne fermata.
Poiché la 3ª Divisione Panzer trattenne la sua brigata di carri armati, la battaglia andò in modo piuttosto diverso. All'alba del 15 maggio, il III Battaglione del 3º Reggimento fucilieri si trovava a nord-est di Ernage, ma i battaglioni I e II (rispettivamente a nord e nord-ovest di Ernage) si erano spostati troppo alla loro destra durante la notte, aprendo un varco di 1–2 km (0,6–1,2 mi) tra la 3ª e la 4ª Divisione Panzer che avrebbero dovuto confinare vicino a Ernage. Pertanto, la 3ª Divisione Panzer si trovò impegnata più del previsto contro il 110º Reggimento di fanteria francese (della 1ª DIM) a Perbais. All'alba, l'aviazione e l'artiglieria tedesche inondarono Ernage. Il I Battaglione del 3º Reggimento fucilieri attaccò il confine settentrionale del villaggio, ma l'attacco fallì sotto il fuoco della fanteria. Alle 08:00, dopo un'ulteriore preparazione aerea e di artiglieria, il II Battaglione, ostacolato dalla propria artiglieria che sparava in base alle coordinate della mappa, avanzò verso Perbais e fallì a sua volta. I comandanti dei due battaglioni s'incontrarono per concertare i loro sforzi, mentre il III Battaglione a ovest di Baudeset ricevette l'ordine di colmare il divario tra la 3ª e la 4ª Divisione Panzer.
In un secondo tentativo, il I e il II Battaglione rinnovarono la loro avanzata con il supporto del 75º Reggimento d'artiglieria, fornendo questa volta fuoco osservato con risultati migliori. Approfittando di questo e di un attacco dei Ju 87, i fucilieri presero Perbais nonostante le pesanti perdite subite dall'artiglieria francese ed avanzarono verso la linea ferroviaria. Alcuni carri armati si avvicinarono per sostenerli e la situazione cominciò a sembrare più promettente.
Nel complesso, tuttavia, era stata una brutta mattinata per il XVI Corpo d'armata. Sul versante francese della pianura l'intenso sforzo della Luftwaffe lasciò una forte impressione. Contro di loro, l'Armée de l'Air aveva fornito solo due colpi di caccia. Le ricognizioni inviate dalla 1ª Armata e dal IV Corpo d'armata furono vittime della contraerea e dei combattenti nemici. Il comando aereo era saldamente in mano tedesca. Il IV Corpo d'armata subì il peso maggiore dell'assalto Panzer. Dall'alba, gli osservatori terrestri segnalarono che circa 300 carri armati nemici si avvicinavano alle linee francesi, Aymes sosteneva che gli attacchi nemici erano iniziati verso le 06:00, erano stati arrestati, poi seguiti dalle 08:00 da ondate di Ju 87 che attaccarono tutta la profondità della posizione. Il nemico attraversò la ferrovia nel settore del 2º Reggimento marocchino e al quartier generale giunse la notizia che Perbais e Chastre (nella zona della 1ª DIM) erano cadute, minacciando il fianco sinistro del IV Corpo d'armata. Aymes rilasciò un battaglione di carri armati di supporto alla fanteria a ciascuna delle sue divisioni e diede il suo battaglione di fanteria di riserva alla DM. Per far fronte alla situazione alle spalle di Perbais, Aymes voleva che la brigata corazzata della 3ª DLM contrattaccasse ma il suo comandante, il generale La Font, lo informò che de La Laurencie del III Corpo d'armata aveva già preso il controllo dell'armatura senza informare Aymes.

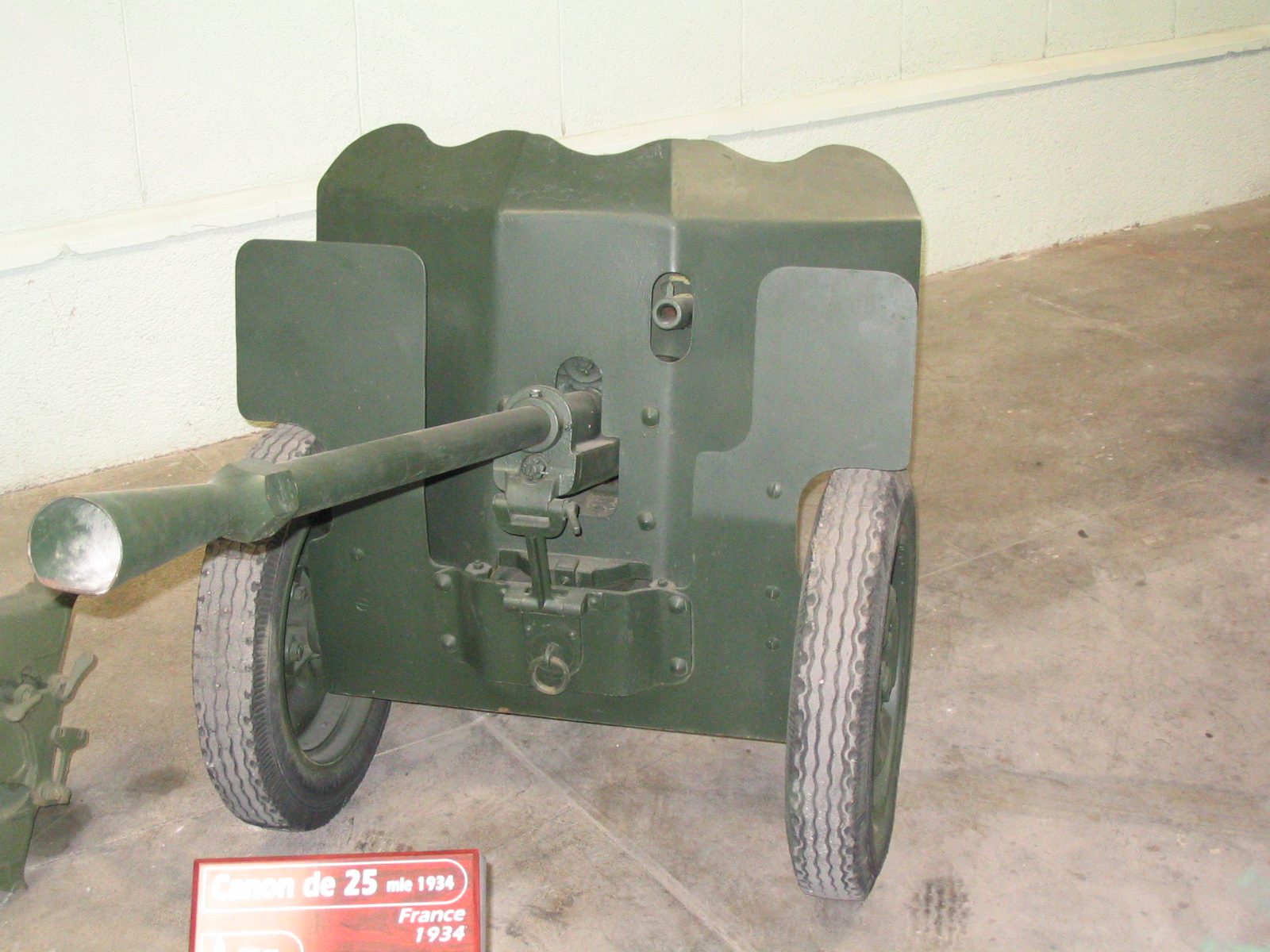
Un cannone anticarro Hotchkiss da 25 mm. L'artiglieria francese dominava il campo di battaglia.

La Divisione marocchina resistette all'assalto di circa una ed un terzo delle divisioni Panzer. Il 7º Reggimento marocchino di Ernage, come il vicino 110° di Perbais, combatté aspramente prima di cedere terreno. La postazione mista tra i due reggimenti resistette, circondata, fino alle 15:00. Il 2º Reggimento marocchino si trovava su un terreno esposto e alle 12:00 sette plotoni in prima linea vennero quasi distrutti, sebbene gli elementi di supporto resistessero. Il 1º Reggimento marocchino di Gembloux venne respinto in città ma resistette, anche se il nemico riuscì a infiltrarsi a ovest della città lungo la ferrovia Gembloux-Nivelles, parallela alla Chaussée Brunehaut. I bombardamenti tedeschi causarono perdite e panico tra l'artiglieria e i battaglioni di fanteria al fronte che sentivano il supporto di fuoco allentarsi.
Vagando sul suo fronte su motocicletta, Mellier riteneva che il suo centro fosse solido e la sua destra a Gembloux forte, ma doveva affrontare le minacce ad Ernage e lungo la ferrovia Gembloux-Nivelles. Decide di ristabilire il contatto con la 1ª DIM sulla linea di arresto nei pressi di Cortil-Noirmont, per poi riconquistare la posizione principale utilizzando il corpo di riserva (III Battaglione del 7º Reggimento marocchino) e la Brigata corazzata di La Font. Per ristabilire il suo centro-destra, avrebbe impegnato la riserva divisionale (III Battaglione del 2º Reggimento marocchino) e il XXXV Battaglione carri armati.
L'artiglieria francese svolse un ruolo fondamentale nella battaglia. Durante la notte precedente, le batterie di 75 schierate in ruolo anticarro rientrarono nei loro battaglioni, forse supponendo che la minaccia dei carri armati fosse ormai meno pressante di quella della fanteria nemica. Fin dal primo mattino, i Ju 87 si concentrarono sull'artiglieria della DM. Due batterie ebbero i cannoni ribaltati, anche se successivamente tornarono in azione. C'era il panico in un battaglione riservista delle riserve generali; un battaglione di 105 uomini del corpo di artiglieria che non era ancora stato integrato nel piano di fuoco subì perdite e il suo comandante insistette per una missione di fuoco per sostenere il morale dei suoi uomini. Puntati verso il Bois de Buis, come probabile copertura per i carri armati tedeschi, i cannoni da 105 mm spararono alla massima velocità, provocando un pesante attacco aereo da parte delle unità Ju 87. Chiaramente l'artiglieria della DM perse parte della sua efficacia, ma quella della 15ª DIM con i colpi laterali aiutarono notevolmente la DM, che non subì molte perdite.
La fanteria e le armi di supporto vennero duramente colpite. Le perdite tra gli ufficiali junior, la cui leadership era fondamentale per le truppe coloniali, furono particolarmente pesanti. Il I e il II Battaglione marocchino avevano due compagnie sulla linea ferroviaria. Il tenente Grudler, comandante della 2ª Compagnia, venne ucciso, il riservista capitano Bouvier venne ferito e catturato verso le 13:30 dopo essere stato attaccato da un battaglione supportato da circa 30 carri armati e 20 aerei, due comandanti di compagnia della 1ª Compagnia marocchina vennero uccisi. Il I Battaglione del 7º Reggimento marocchino aveva due compagnie davanti alla ferrovia ad Ernage. Quella del tenente Jouval a sud del villaggio venne circondata da infiltrati entro le 06:00, la 2ª a nord venne aggirato dai carri armati della 3ª Divisione Panzer e dalla fanteria e colpita da un efficace fuoco di artiglieria. Alla fine il comandante del battaglione ordinò la ritirata sulla linea ferroviaria, lasciando Jouval a combattere da solo. Gli attacchi degli Ju 87 inizialmente fecero una grande impressione sulle truppe ma, secondo il tenente Goubard, ufficiale esecutivo del II Battaglione del 2º Reggimento marocchino, le truppe impararono presto a muoversi disperse e a mettersi al riparo solo quando effettivamente attaccate e la contraerea francese e le armi automatiche misero a dura prova i loro aggressori.
A questo punto le munizioni erano scarse tra le forze francesi e la velocità di fuoco venne rallentata. Il loro fuoco ridotto incoraggiò alcuni carri armati tedeschi a scivolare sul loro fianco dietro una siepe, ma vennero avvistati e sette carri armati vennero distrutti. Il vicino 110º Reggimento affrontò l'ala settentrionale dell'attacco Panzer. Dalle 05:00, il battaglione di ricognizione divisionale si ritirò nel suo I Battaglione, che sentì tutto il peso del bombardamento nemico seguito dalle infiltrazioni di fucilieri nemici a Ernage, esponendo il fianco destro del battaglione. Anche il III Battaglione a nord venne respinto. Nonostante il supporto di tutte le armi anticarro divisionali disponibili e poi del battaglione di riserva divisionale, il fronte del 110° rimase vulnerabile.
Nel frattempo, il IV Corpo d'armata combatteva una battaglia parallela a nord-ovest. I tentativi di infiltrarsi attraverso il Dyle fallirono e le divisioni di fanteria dovettero organizzare attacchi a pezzi che ricacciarono gli avamposti francesi a Ottignies verso le 10:00. La 7ª Divisione di fanteria preparò un attacco a Limal, mentre la 31ª Divisione di fanteria dovette riorganizzarsi prima d'ingaggiare gli inglesi a nord di Wavre. Il III Corpo d'armata francese si trovò così coinvolto in pesanti combattimenti la mattina del 15 maggio, sebbene solo il suo reggimento di destra (il 110°) affrontasse i carri armati nemici. L'artiglieria della 2ª DINA non poteva controllare completamente le infiltrazioni nemiche. Alle 12:00 i difensori si ritirarono a Ottignies.

### La seconda battaglia di Perbais

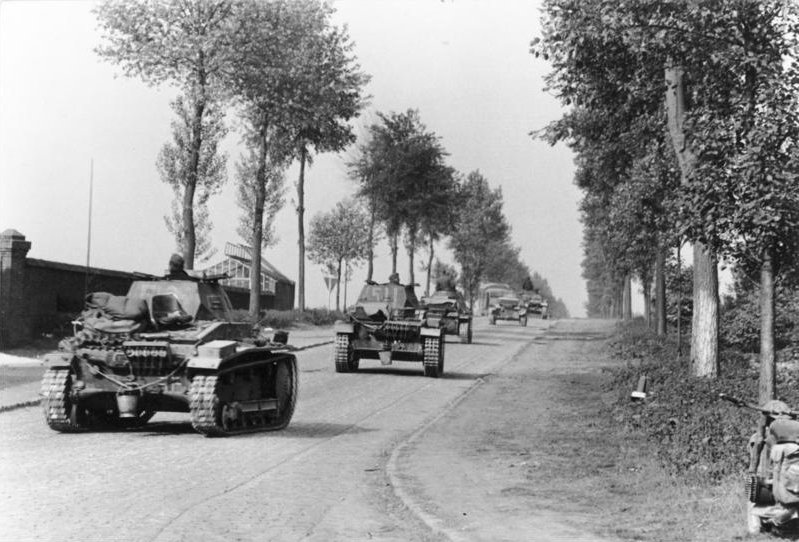
Carri armati tedeschi in Belgio, maggio 1940. Il valico di Gembloux era un facile territorio per i carri armati senza ostacoli naturali. Era fondamentale che i francesi impedissero al nemico di penetrare nel varco.

Hoepner organizzò un nuovo attacco Stuka per le 12:00 e ordinò alle sue divisioni di sfruttarlo per sfondare la posizione nemica. Il fuoco francese non si placò e alle 12:30 l'oberstleutnant Eberbach, comandante del 35º Reggimento Panzer, si rifiutò di rinnovare l'attacco, avendo perso metà dei suoi carri armati compreso il suo. Stever si avvicinò al quartier generale del 33º Reggimento fucilieri per sollecitare l'attacco, venne colpito da un proiettile francese ed evacuato. Breith, al comando della 5ª Brigata Panzer, era fuori contatto, quindi il comando venne devoluto all'oberst Boyneburg al comando della 4ª Brigata fucilieri. Verso le 14:00 Hoepner diede l'ordine di fermare l'offensiva ma non fermò lo sforzo della 3ª Divisione Panzer nella zona di Ernage. Iniziò a pianificare un nuovo attacco con l'aggiunta della 35ª e della 20ª Divisione di fanteria.
Dopo aver iniziato la giornata in modo eccessivamente ottimistico, il comando tedesco passò ora all'estremo opposto. La 6ª Armata rifiutò la richiesta del XVI Corpo d'armata di rinnovare l'attacco la mattina successiva a favore di un attacco a pezzi da parte dell'intera armata, che non poteva iniziare prima del 17 maggio. C'erano solide ragioni per il ritardo; il comandante del corpo d'artiglieria notò le difficoltà tedesche nel localizzare e neutralizzare le batterie francesi ed aggiunse che le unità logistiche non potevano sopperire al forte consumo di munizioni a causa dello stato della rete stradale.
Il diario di guerra della 4ª Divisione Panzer rende chiara l'entità della sconfitta. Dalle 11:07 s'interruppe il contatto radio con il personale della 5ª Brigata Panzer. Breith era fuori contatto e i rapporti dal fronte mostravano che i carri armati stavano subendo pesanti perdite e non potevano rimanere sotto il fuoco. Pertanto, alle 12:00 la divisione ordinò di riportare i corazzati nelle posizioni iniziali. Alle 13:00, la 4ª Brigata fucilieri riferì che anche la fanteria si stava ritirando. Boyneburg ordinò loro di avanzare di nuovo. A questo punto Stever andò avanti, solo per tornare al suo quartier generale alle 14:00, ferito. Alle 15:00, la 4ª Divisione Panzer riferì al XVI Corpo che il personale della Brigata Panzer era bloccato sulla linea ferroviaria. Anche la 4ª Brigata Fucilieri aveva subito pesanti perdite e non c'erano prospettive di successo ed era "dubbio" se le truppe avrebbero potuto attaccare nuovamente il 16 maggio. Alle 15:40, Breith, ferito al volto da un frammento di granata, si presentò al quartier generale della divisione. Aveva trascorso tre ore in una buca fingendosi morto sotto il fuoco dell'artiglieria pesante. Stever era convinto che un nuovo attacco il 16 maggio non sarebbe stato possibile. Alle 20:00 il XVI Corpo d'armata notificò alla 4ª Divisione Panzer che l'attacco sarebbe stato rinnovato solo il 17 maggio, senza la 4ª Divisione Panzer. Quel pomeriggio, l'hauptmann Jungenfeld (uno dei comandanti della sua compagnia) inviò un carro armato per cercare di salvare Breith. La macchina prese quattro colpi e si ritirò. Jungenfeld e i suoi uomini furono felici di ritirarsi. Diverse compagnie vennero bloccate sotto il fuoco.
Alla fine, diversi carri armati medi tedeschi superarono l'ostacolo anticarro davanti a una grande fabbrica che la loro artiglieria aveva bombardato e, sotto la copertura del loro fuoco, la fanteria iniziò ad avanzare. Ma i cannoni anticarro francesi attaccarono i carri armati, che abbandonarono la fanteria. Alla fine la fanteria tentò di caricare in avanti, mettendosi in stretto contatto con la fanteria francese, ma non riuscì ad arrivare a più di poche centinaia di metri nell'area di uno scalo ferroviario. Al calare dell'oscurità la fanteria si ritirò.

### Corbais
Diversa era la situazione della 3ª Divisione Panzer. Aveva impegnato solo una frazione dei suoi carri armati e uno dei suoi tre battaglioni di fucilieri non era stato ancora pesantemente impegnato. Nel pomeriggio la 3ª Divisione Panzer venne turbata dai rapporti della vicina 18ª Divisione di fanteria di contrattacchi corazzati francesi verso il fianco destro della divisione. Alle 13:00, la contraerea da 88 mm e i carri armati del 5º Reggimento Panzer si spostarono nell'area di Perbais per scongiurare questa minaccia. Alle 15:55 la ricognizione aerea segnalò carri armati e fucilieri sulla linea ferroviaria tra Ernage e Chastre (anche se un caccia nemico interruppe l'osservazione). Alle 16:48, la 3ª Brigata Panzer riferì un efficace fuoco di artiglieria nemica. Alle 18:00, le unità della 3ª Brigata fucilieri iniziarono a ritirarsi da Perbais. La 3ª Brigata Panzer ordinò ai carri armati di avanzare per arginare la ritirata, ma alle 18:20 la 3ª Brigata Panzer riferì di aver sfondato l'ostacolo anticarro a nord-ovest di Ernage sotto il fuoco pesante e un contrattacco corazzato nemico da ovest e chiese il supporto dell'artiglieria. Quasi nello stesso istante, la 18ª Divisione di fanteria riferì che i mezzi corazzati nemici attaccavano su entrambi i lati di Corbais. Alle 20:00 arrivò una mappa nemica catturata, che mostrava le disposizioni francesi. L'ufficiale dei servizi segreti della 3ª Divisione Panzer concluse che la situazione era matura per un tentativo di sfondamento. Si recò al quartier generale del corpo d'armata per proporlo ma, come notato sopra, la proposta contraddiceva gli ordini della 6ª Armata e venne abbandonata. La maggior parte dei carri armati trascorsero la giornata in attesa intorno a Orbais.
La fanteria della 3ª Panzer iniziò a ritirarsi da Perbais nel pomeriggio, stimolata dall'artiglieria francese, quando arrivarono notizie di corazzati francesi in avvicinamento. Ma poi la situazione cambiò aspetto. Due compagnie del III Battaglione del 3º Reggimento fucilieri precedettero una compagnia di carri armati da Ernage verso ovest intorno alle 18:00. Nonostante l'intensa resistenza francese da Chastre, dove fonti tedesche segnalavano alcuni carri armati Hotchkiss (che, se esistevano, potevano provenire solo dalla 3ª DLM), la fanteria riuscì a raggiungere due colline a ovest di Noirmont, l'obiettivo originale della 3. Panzer-Division il 14 maggio, trascinando avanti con sé elementi del II Battaglione che avevano tenuto la linea. Un contrattacco francese di carri armati e fanteria colpì il loro fianco aperto. Il 6º Reggimento Panzer inviò rinforzi, tra cui un Panzer III e cinque Panzer I.
La formazione tedesca venne informata della presenza di mezzi corazzati francesi dalla ricognizione della Luftwaffe. Dodici carri armati francesi, seguiti dalla fanteria marocchina, li attaccarono dal fianco. I tedeschi affermarono di aver distrutto sei carri armati e di aver disperso i marocchini. In seguito, una compagnia di mitragliatrici proseguì per due chilometri senza perdite, catturando molto materiale ma rimanendo senza munizioni. A quel punto, secondo i resoconti tedeschi, il fuoco francese si riaprì su di loro e apparvero due carri armati francesi, distruggendo il Panzer III e tre Panzer I. Successivamente il III Battaglione si fermò davanti alla difesa francese nella zona di Cortil-Noirmont. Alle 20:54 arrivò l'ordine del XVI Corpo d'armata di fermare l'attacco, seguito da quello della brigata di ritirarsi dietro la linea ferroviaria. Hoepner infine ordinò alle unità avanzate della 3ª Panzer di mantenere le loro posizioni. Nel frattempo, però, quasi tutto il 3º Reggimento fucilieri e i suoi carri armati di supporto si ritirarono. I suoi battaglioni I e II erano esauriti e non venivano riforniti da 36 ore. L'opportunità di sfondare le difese francesi, se mai fosse realmente esistita, andò perduta.

### La battaglia di Ernage
Dal punto di vista della DM, il pomeriggio aveva visto aspri combattimenti sul fianco settentrionale. Il suo punto più debole era a sinistra a Ernage, dove il I Battaglione del 7º Reggimento marocchino aveva la compagnia marocchina circondata nel villaggio. Aveva perso il contatto con il vicino 110º Reggimento di fanteria a mezzogiorno quando la fanteria nemica attraversò la linea ferroviaria tra Ernage e Perbais. Alle 12:30 effettuarono una ritirata verso il quartier generale del II Battaglione del 7º Reggimento marocchino, mantenendo la linea di arresto a Cortil-Noirmont. A Ernage, il 7º Reggimento marocchino combatté fino alle 18:00. Solo 12 uomini compreso l'ufficiale in comando, tutti feriti e avendo esaurito tutti i mezzi di difesa, si arresero.
Il generale Albert Mellier intendeva inizialmente contrattaccare alla sua sinistra con i carri armati della "brigata La Font" e del III Battaglione del 7º Reggimento marocchino. Apprendendo che i carri armati non erano disponibili, ordinò al III Battaglione di rinforzare la difesa dietro Ernage, sebbene gli attacchi dei Ju 87 ne rallentassero il movimento nonostante l'intervento di un aereo da caccia che abbatté due Ju 87. Verso le 14:00, la riserva ristabilì il contatto con una compagnia del 110º fanteria a Villeroux, ma la situazione rimase critica e il quartier generale del 7º Reggimento marocchino e il suo battaglione di artiglieria di supporto iniziarono a ritirarsi verso St. Gery. Proprio in quel momento Mellier arrivò alla linea d'arresto con la sua motocicletta. Sotto il fuoco, li radunò e, insieme all'artiglieria divisionale, fermò la ritirata. Alle 16:00, le restanti due compagnie del I Battaglione del 7º Reggimento marocchino riuscirono a tornare indietro e prolungarono il fronte verso Chastre, stabilizzando la situazione. Al III Battaglione venne ordinato di tornare a trincerarsi a Les Communes, sebbene il fuoco dell'artiglieria tedesca, approfittando dell'avvistamento di un pallone d'osservazione, ferì il comandante del battaglione. Anche il I Battaglione del 2º Reggimento marocchino a destra soffrì pesantemente. C'erano segni di panico tra le truppe insanguinate. Mellier fece sapere che un contrattacco li avrebbe sostenuti e che avrebbero tenuto duro. Intorno alle 13:00 colpirono potenti attacchi aerei, seguiti da rinnovati assalti di carri armati e fanteria, mentre gli attacchi aerei ritardarono il contrattacco francese. Le due compagnie francesi sulla linea ferroviaria vennero sommerse, ma il nemico non riuscì ad andare oltre la strada affondata, diverse centinaia di metri più indietro. La 5ª Compagnia a Cortil-Couvent notò armi pesanti abbandonate dai suoi equipaggi. La 1ª Compagnia del I Battaglione, 2º Reggimento marocchino, si ritirò quella sera sulla linea di arresto, dove vennero distribuite le ultime cartucce.
Nel frattempo, iniziò il contrattacco ordinato da Mellier alle 11:30: il XXV Battaglione carri armati di Jean Ragaine attaccò con il III Battaglione del capitano Saut del 2 ° Reggimento marocchino. L'attacco venne organizzato da posizioni di riserva a circa 8 km (5,0 mi) dal suo obiettivo, la linea ferroviaria da Ernage a Gembloux. Questa disposizione violava l'ordine operativo n. 4 di Aymes del 13 maggio, che richiedeva un contrattacco immediato contro le incursioni dei Panzer. La 9ª Compagnia marocchina doveva attaccare a sinistra con una compagnia di carri armati R35 e l'11ª Compagnia con un'altra compagnia di Renault a destra, mentre la 10ª Compagnia e la compagnia di armi pesanti del battaglione erano in riserva. Ogni compagnia ricevette una sezione di mitragliatrici e un cannone anticarro da 25 mm. Un distaccamento speciale doveva coprire il fianco settentrionale aperto della formazione di contrattacco.
Gli aggressori si riunirono alle 14:30 e raggiunsero la linea di arresto intorno alle 16:30. La lunga processione di questa formazione in avanti dalle retrovie rendeva impossibile la sorpresa. Una volta sulla linea di arresto la formazione venne colpita da massicci bombardamenti. Il capitano Alloy, capo di stato maggiore del battaglione carri armati, affermò che erano coinvolti 80 bombardieri. Un carro armato venne ribaltato, il loro supporto di artiglieria venne interrotto, ma l'attacco continuò. Gli attacchi aerei tedeschi separarono i carri armati e la fanteria francesi, cosa che la dottrina francese proibiva. Il fuoco tedesco di armi combinate fermò l'attacco. La fanteria marocchina si ritirò, c'era poco supporto da parte dell'artiglieria e il carro armato del comando francese era stato messo fuori combattimento in un campo minato francese. I carri armati colsero di sorpresa le difese anticarro tedesche, ma non furono in grado di fare progressi. Alle 18:30 l'attacco era terminato.

### Il disimpegno francese
Finora, la 1ª Armata francese aveva resistito contro ogni previsione, ma la rapida penetrazione a Sedan, a sud della 1ª Armata, ne minacciava il fianco e le retrovie. I carri armati della 2ª DLM, la maggior parte dei battaglioni di ricognizione e persino alcune riserve di fanteria vennero sottratti per coprire il fianco destro sempre più profondo. Quella mattina Billotte avvertì la 1ª Armata di prepararsi alla ritirata se le circostanze lo avessero richiesto. Facendo perno su Wavre, intorno alle 20:00 la 1ª Armata ricevette l'ordine di iniziare una ritirata graduale verso la frontiera franco-belga. Nel frattempo, il IV Corpo d'armata forniva uno schermo difensivo e respingeva i carri armati tedeschi.
Alle 14:00, il IV Corpo d'armata ricevette falsi rapporti secondo cui Perbais e Chastre erano andati perduti e quindi il contatto tra il 7º Reggimento marocchino e il 110º fanteria era stato interrotto. Mentre la battaglia si avvicinava così al suo culmine, il IV Corpo d'armata ricevette l'ordine alle 15:00 di iniziare la ritirata sulla sua destra. Allo stesso tempo, il III Battaglione del 7º Reggimento marocchino, di riserva, era impegnato a Cortil-Noirmont per ristabilire il collegamento con il 110º Reggimento di fanteria. Alle 16:00 venne lanciato un contrattacco con il XXXV Battaglione carri armati ed il III Battaglione del 2º Reggimento marocchino. Anche se la fanteria perse pesantemente e solo una manciata di carri armati sopravvissero intatti, Aymes venne informato (erroneamente) che la principale posizione di resistenza era stata ristabilita. Alle 18:00 si segnalarono nuovi attacchi tedeschi contro il 7° marocchino, alcuni Panzer s'infiltrarono fino a St. Gery dove elementi del battaglione di ricognizione divisionale li fermarono.
Allo stesso tempo, i reggimenti della 15ª DIM ricevettero l'ordine di ritirata quella sera, mentre alle 18:30 frenarono un attacco corazzato su Beuzet con artiglieria e fuoco anticarro. Alle 20:00 la DM emanò l'ordine di ritirata della divisione, mentre il 7º Reggimento marocchino contrattaccò con successo un ultimo assalto tedesco. I fucilieri tedeschi davanti a Gembloux iniziarono a ritirarsi. Quella notte entrambe le parti si ritirarono, i tedeschi per sfuggire al nemico sul loro fronte, i francesi per sfuggire al nemico sulla loro retroguardia destra, facilitando il disimpegno della DM.

## Conseguenze

### Analisi
Sul fronte l'assalto tedesco era stato frenato. In nessun momento l’avanzata tedesca raggiunse le postazioni dell’artiglieria francese, spina dorsale delle loro difese. Esse rimasero intatte. Nel frattempo, al IV Corpo d'armata di Schwedler era stato impedito di attraversare il fiume Dyle a nord. Delle traversate, solo Limal rimase in mano tedesca entro mezzanotte. Anche qui il 19º Reggimento di fanteria della 7ª Divisione di fanteria fu costretto ad abbandonare la propria posizione all'inizio del 16 maggio. Il III Corpo d'armata a volte aveva lottato per impedire uno sfondamento, ma ci era riuscito nonostante i seri sforzi tedeschi. La 2ª Divisione di fanteria britannica lanciò un contrattacco, che gettò nel panico la 31ª Divisione di fanteria e un potente bombardamento di artiglieria per consentire alla 2ª DM di disimpegnarsi. Lo fece nell'oscurità e senza ostacoli. Il contributo britannico, sebbene non facesse parte della battaglia di Gembloux, aiutò la ritirata francese.
(Gunsburg)

### Perdite
Dopo la battaglia, la 3ª Divisione Panzer aveva subito l'eliminazione del 20-25% dei suoi AFV. La 4ª Panzer aveva subito il 45-50% di vittime negli AFV. Il 12º Reggimento fucilieri, 4ª Panzer, aveva perso ⅓ dei suoi ufficiali; il suo I Battaglione rimase con solo quattro ufficiali e 31 uomini su un complemento di 700. Il 3º Reggimento fucilieri, 3ª Panzer, perse 15 ufficiali e 184 altri graduati. Le perdite totali per la 4ª Panzer il 15 maggio furono 105 morti, 413 feriti e 29 dispersi. Nella Divisione marocchina, il I Battaglione del 2º Reggimento concluse la battaglia con 74 uomini su 700; il I Battaglione del 7° marocchino aveva solo 80 uomini rimasti; e il II Battaglione del 7° marocchino aveva solo 150 uomini rimasti. Complessivamente la DM perse circa 2 000 uomini; il 27% della divisione. Il IV Corpo d'armata subì alcune centinaia di vittime, il III Corpo d'armata francese un po' di più. Il I Battaglione della 1ª DM subì 100 morti e rimasero solo 100 uomini su 700.

### Annotazioni
1. ↑  Il successo tattico alleato a Gembloux venne annullato dalla penetrazione del gruppo corazzato tedesco del Gruppo d'armate A a sud, presso Sedan; tuttavia le operazioni tedesche attorno alla cittadina belga non intaccarono seriamente la 1ª Armata francese, la quale venne circondata e sconfitta solo a fine maggio a Lilla[1] Anche Frieser considera la battaglia come una vittoria francese a livello tattico.[2]
2. ↑  C'erano differenze degne di nota nella quantità e nei tipi di supporto di fuoco indiretto a disposizione di tedeschi e francesi ai livelli tattici. Un reggimento di fanteria francese venne autorizzato con nove mortai da 60 mm e otto da 81 mm organici alla sua struttura. I reggimenti di fanteria tedeschi contavano ventisette mortai da 50 mm e 18 da 81 mm, nonché sei cannoni da 75 mm e due da 150 mm.[22][23]